# Scopula fuscobrunnea
Scopula fuscobrunnea är en fjärilsart som beskrevs av W. Warren 1901. Scopula fuscobrunnea ingår i släktet Scopula och familjen mätare. Inga underarter finns listade.